# Копани (Гуляйпольский район)
Копани (укр. Копані) — село,
Долинский сельский совет,
Гуляйпольский район,
Запорожская область,
Украина.
Код КОАТУУ — 2321882003. Население по переписи 2001 года составляло 159 человек.

## Географическое положение
Село Копани находится в 1-м км от правого берега реки Верхняя Терса,
выше по течению на расстоянии в 5 км расположено село Горькое,
на противоположном берегу — село Бабаши.
На расстоянии в 1 км расположено село Долинка.

## История
- 1903 год — дата основания.